# Glodeni (okręg Gorj)
Glodeni – wieś w Rumunii, w okręgu Gorj, w gminie Bălănești. W 2011 roku liczyła 534 mieszkańców.